# علف جاروب
خلنگ، علف جاروب، یا کالونا (نام علمی: Calluna vulgaris) مترادف (نام علمی:  Erica vulgaris), گیاه زینتی همیشه سبز و کم رشد است که حالت بوته‌ای داشته و دارای برگ‌های کوچک و موداری می‌باشد که بر روی ساقه‌های باریک و چوبی شده یا خشبی قرار دارد. ارتفاع گیاه در حدود ۶۰ سانتیمتر است. گل‌های کوچک سنبله‌ای و شبیه زنگ علف جارو در رنگ‌های سفید تا ارغوانی بوده و به صورت سنبله یا گل آذین‌هایی در نوک شاخه‌های فرعی و انشعابات مشاهده یا ظاهر می‌شوند. برگ‌های بوته زینتی علف جاروبف از لحاظ رنگ متفاوت بوده و امکان دارد رنگ‌های نیمه سبز یا خاکستری تا زرد و نارنجی و قهوه‌ای متمایل به قرمز روشن دیده شوند و بسیاری از واریته‌های علف جاروب جذاب‌ترین رنگ برگ‌های خود را در زمستان به نمایش می‌گذارند. فصل گلدهی اواسط تابستان یا اواخر پاییز است. تکثیر و ازدیاد گیاه علف جاروب به وسیله قلمه‌هایی صورت می‌گیرد که بعد از خاتمه گلدهی جدا و کاشته می‌شوند.